# Општина Сурдук (Салаж)
Сурдук (рум. Surduc) општина је у Румунији у округу Салаж.
Oпштина се налази на надморској висини од 337 m.